# アントニア・ダ・サンタ・クルス
アントニア・ダ・サンタ・クルス（Antônia da Santa Cruz、1905年6月13日 - 2022年1月23日）は、ブラジル・バイーア州在住だった長寿の女性。存命中はブラジルで最高齢、世界では3番目の長寿者であった。

## 来歴
1905年6月13日、バイーア州の農場で生まれる。産まれた日がパドヴァのアントニオの没日であったため、アントニアと名付けられた。スペインかぜの被害に遭ったこともあったが、一命をとりとめたという。甥であるホセ・ルイス・メドラード(1955年- )を養子にした。
2021年5月22日のジャンヌ・ボットの死去により、世界で最後の1905年生まれとなった。
2022年1月23日に死去。116歳224日没。死去により生年に確証のある1905年生まれの人物は全員この世を去った。